# Notre-Dame-d’Oé
Notre-Dame-d’Oé település Franciaországban, Indre-et-Loire megyében. Lakosainak száma 4358 fő (2022. január 1.). Notre-Dame-d’Oé Chanceaux-sur-Choisille, Mettray, Parçay-Meslay és Tours községekkel határos.

## Népesség
A település népességének változása:
| Lakosok száma | 568  | 2155 | 2557 | 3489 | 3929 | 4045 | 4125 | 4234 | 4221 | 4358 |
|               | 1968 | 1982 | 1990 | 2006 | 2013 | 2015 | 2017 | 2019 | 2020 | 2022 |